# 大気潮汐

上空100km付近での大気潮汐。赤が高温低圧、青が低温高圧。2005年9月、人工衛星TIMEDの観測による。

大気潮汐（たいきちょうせき）とは、太陽の放射や月の潮汐力などの影響で発生する、周期的な地球の大気の運動のこと。特に大気中層の成層圏や中間圏・熱圏などでは、顕著な気圧変動や風の変化として観測されるため、潮汐風とも言う。同様の周期で起こる海陸風とは異なり、大陸規模であること、主に1日2回周期で昇圧と降圧を繰り返すことが特徴。

## メカニズム
大気潮汐には、大きく分けて3つの成分がある。
1つ目は、1日2周期の半日潮汐で、赤道地上付近で平均約1.2hPaの振幅がある。2つ目は、1日1周期の1日潮汐で、約0.5hPaの振幅がある。3つ目は、月の引力による1日約2周期の太陰潮汐で、振幅は約0.1hPaくらいである。
半日潮汐と1日潮汐は、太陽の日射により大気が加熱されることに起因し（このことから2つを総称して熱潮汐という）、太陽が天頂に来る地域では大気が膨張して気圧が低下する。降圧のうち、成層圏や中間圏でオゾンが紫外線を吸収することに起因するものが全体の3分の2、対流圏で水蒸気が赤外線を吸収することに起因するものが残りの3分の1を占める。
大気による加熱量はなだらかな正弦波ではなく、日の出・日没とともに急増減する形をとることが原因で、気圧の波に高調波が生じ、熱潮汐は1日周期のほかに、半日(12時間）周期、8時間周期、6時間周期などの変動が生まれる。高調波の中では、第2次高調波である12時間周期が最も大きい。また、加熱による大気上空でのもともとの気圧変動幅は、1日周期が半日周期の5倍もあるが、地上ではそれが逆転している。これは、1日周期の変動は鉛直方向にほとんど伝播しないことで、上空の大変動が地上へは小変動として伝わってしまうためである。
一方、太陰潮汐は月の引力に起因するが、振幅が小さいためほとんど表れない。
また、大気潮汐は主に慣性重力波であり、慣性重力波は低緯度では鉛直伝播しやすいが、中高緯度では鉛直伝播しにくいという性質がある。これにより、地上では赤道に近いほど大気潮汐の気圧変動幅は大きく、極に近づくほど小さくなる。
地上の緯度φにおける、半日潮汐と1日潮汐の振幅は以下の相関式による。
半日潮汐{\displaystyle S_{2}=1.16\cos ^{3}\theta \cos \left(2t+2\phi +68^{\circ }\right)} hPa
1日潮汐{\displaystyle S_{1}=0.54\cos ^{3}\theta \cos \left(t+\phi +78^{\circ }\right)} hPa

## 大気潮汐と地上付近の大気
大気潮汐の影響は、地上では微弱な気圧変動として観測される。赤道や低緯度地域では数hPaの変動が観測される。一方、中緯度地域以上では変動幅が小さくなるうえ、温帯低気圧と移動性高気圧による非周期的な気圧変動にかき消されて分かりにくい変動になってしまう。
大陸と海洋の位置関係などにより、変動幅には地域差があるほか、季節変動や気圧配置による影響もある。

## 大気潮汐と中層大気、地磁気
大気潮汐は、成層圏以上の中層大気、特に中間圏や熱圏下部で非常に顕著である。潮汐風の風速は数十m/sに達し、この風向が毎日周期的に入れ替わる。これに伴い、気温が時に10℃以上上下するなど、中層大気の気温にも大きな影響をもたらす。
また、規則的な潮汐風は、電離した上空100 - 120km付近の大気分子・原子を移動させることで磁界を発生させると考えられており、この高さの電離層であるE層やスポラディックE層の発生に大きく関わっているのではないかとされている。